# Ритц, Катрин
Катрин Ритц (фр. Catherine Ritz) — французская исследовательница Антарктики, наиболее известная своими работами о ледяных щитах и их влиянии на повышение уровня моря.

## Ранние годы и образование
Катрин Ритц получила степень магистра физики Maîtrise de Physique в 1975 году во Франции. Она провела своё докторское исследование Thèse de 3ème cycle в 1980 году в Гренобльском университете , и она получила степень Thèse de Doctorat d’Etat в 1992 году.

## Карьера и влияние
Ритц — климатолог и географ, особенно известная своим вкладом в исследования изменения климата. Она является старшим научным сотрудником Национального центра научных исследований Франции (CNRS) в Laboratoire de Glaciologie et Geophysique de l’Environnement, а также работает в Гренобльском альпийском университете. Её исследования включают моделирование эволюции полярной ледяной шапки; использование 3D-моделей для изучения изменений ледяных щитов и шельфовых ледников Антарктиды и Гренландии; бурение льда; и исследование подледниковой изостазии. Ритц опубликовала более 70 статей.
Среди наиболее заметных работ Ритц — статья, опубликованная в журнале Nature в декабре 2015 года. В статье, основанной на исследованиях под руководством Ритц и Тэмсин Эдвардс из Открытого университета, были созданы модели на основе спутниковых данных для изучения потенциального воздействия разрушения антарктического морского льда на глобальный уровень моря. Используя более комплексные методы, чем те, которые использовались в предыдущих исследованиях, команда обнаружила, что разрушение антарктического ледяного щита будет иметь серьёзные последствия для повышения уровня моря (до полуметра к 2100 году в сценарии с высоким уровнем выбросов), но что последствия, вероятно, не будут такими драматичными, как предсказывали другие громкие исследования. Команда обнаружила, что наиболее вероятным результатом будет повышение уровня моря на 10 см к 2100 году, если предположить, что уровень парниковых газов повышается со средней или высокой скоростью, и что повышение более чем на 30 см будет крайне маловероятным.
Ритц также играет заметную роль в международных усилиях по мониторингу антарктических льдов и пониманию изменения климата. Она является председателем группы экспертов по балансу массы ледяного щита и уровню моря Научного комитета по антарктическим исследованиям (SCAR); членом Научно-исследовательской программы SCAR «Изменение климата Антарктики в 21 веке»; и членом Международного консультативного совета разработчиков моделей ледяных щитов в команде BRITICE-CHRONO, которая изучает разрушение британо-ирландского ледяного щита под влиянием морской среды.
В 2020 году Международное гляциологическое общество наградило Ритц кристаллом Селигмана за её работу по моделированию ледяного щита и исследованиям палеоклимата.

## Избранные труды
- Ritz, Catherine, Vincent Rommelaere, and Christophe Dumas. "Modeling the evolution of Antarctic ice sheet over the last 420,000 years: Implications for altitude changes in the Vostok region." Journal of Geophysical Research: Atmospheres 106.D23 (2001): 31943-31964.
- Augustin, Laurent, Carlo Barbante, Piers RF Barnes, Jean Marc Barnola, Matthias Bigler, Emiliano Castellano, Olivier Cattani, Catherin Ritz. "Eight glacial cycles from an Antarctic ice core." Nature 429, no. 6992 (2004): 623-628.
- Lemieux-Dudon, Bénédicte, Eric Blayo, Jean-Robert Petit, Claire Waelbroeck, Anders Svensson, Catherine Ritz, Jean-Marc Barnola, Bianca Maria Narcisi, and Frédéric Parrenin. "Consistent dating for Antarctic and Greenland ice cores." Quaternary Science Reviews 29, no. 1 (2010): 8-20.
- Parrenin, F., Remy, F., Ritz, C., Siegert, M. J., & Jouzel, J. (2004). New modeling of the Vostok ice flow line and implication for the glaciological chronology of the Vostok ice core. Journal of Geophysical Research: Atmospheres, 109(D20).